# Vladimir I., veliki knez Kijeva
Vladimir I. ili Vladimir Svjatoslavič Veliki ili Vladimir Sveti (Budjatyči kraj Novolynska ili Budutino kraj Pskova, oko 958. – Berestovo kraj Kijeva, 15. srpnja 1015.);   knez Kijevske Rusi koji je službeno prihvatio kršćanstvo u gradu Hersonesu 988. godine. Vladimir je bio najmlađi sin prethodnog kijevskog kneza Svjatoslava I. koji je svoju vladavinu završio 972. godine. Knez Vladimir I. je zaslužan za uspješnu političku i drugu stabilizaciju ogromnog koloniziranog teritorija osvojenog za vrijeme njegovog oca Svjatoslava I.
S obzirom na to da povijest Kijevske Rusi podjednako dijele Rusi i Ukrajinci te skandinavski povjesničari, njegovo ime u povjesnim dokumentima često se bilježi na tri načina: prema skandinavskom jeziku je bilježen kao Valdemar, prema ruskom jeziku ga se bilježi kao Vladimir (rus. Владимир I Святославич), a Ukrajinci ga bilježe kao Volodymyr (ukr. Володимир I Святославич). Prema starom nordijskom jeziku je zabilježen kao Valdamarr.

## Konsolidacija države
Nakon što je Vladimir Veliki nadživio svoju braću i preuzeo 980. kontrolu nad Kijevskom Rusi, započeo je s objedinjavanjem pograničnih okupiranih područja sa središtem u Kijevu. Nakon što je pobijedio problematične Pečenege na jugoistoku današnje Ukrajine, oni su i dalje predstavljali prijetnju za Kijev i slobodno trgovanje duž rijeke Dnjepar koja je predstavljala jedinstven trgovački prolaz na otvoreno Crno more. Problematična situacija prisilila je Vladimira da razmotri jačanje trgovinskih puteva na zapadnim granicama države, uz rijeke Bug, Dnjestar i Vislu, te tako napada istočne prostore današnje Poljske. Potiskuje Ugare u jugozapadnim krajevima zemlje i stječe čvrstu kontrolu nad širim prostorom gotovo u samom središtu Europe. 
Nakon što je bizantski car zatražio vojnu pomoć kijevskog kneza, Vladimir je postavio uvjet da mu se odobri prosidba sestre bizantskog cara, čime je Vladimir ušao u najelitniji europski kršćanski milje i službeno postao dijelom moćne bizantske obitelji.  Službeno je prihvatio Kršćanstvo 988. u gradu Hersonesu na poluotoku Krimu, nakon čega je počeo s pokrštavanjem populacije u cijeloj Kijevskoj Rusi, koja je do tada imala uglavnom poganska vjerovanja. Nad onima koji su se protivili novim kršćanskim vjerovanjima često se provodilo prisilno pokrštavanje. 
Povijest minulih godina navodi da je 991. godine osnovao grad Belgorod.
Za svojeg vladanja Vladimir je pridonio upečatljivom i snažnom razvijanju Kijevske Rusi i njezinog kršćanskog identiteta iz Kijeva, koji će u kasnijem razdoblju biti prenesen na sve buduće Istočne Slavene. Vladimir je u konačnici također nastojao uspostaviti mirne odnose s Poljacima, Ugarima i Bohemima što mu je pošlo za rukom. Ipak, 992. pošao je u pohod na zakarpatske Hrvate. Pohod je morao prekinuti zbog jednog jedinog velikog ozbiljnog problema za Kijev: bili su Pečenezi koji su napali Kijev i okolicu. Taj je narod s porječja južnog Dona i dalje često upadao na južne prostore Kijevske Rusi pljačkajući povremeno njezino materijalno bogatstvo. Vladimir je poveo nekoliko ratova protiv njih u razdoblju između 992. i 997. te je izgradio nove vojne utvrde koje su dodatno trebale štiti grad Kijev od njihove najezde. Duž ukrajinske središnje stepe tada su razasute brojne čvrste utvrde koje su štitile Kijevsku Rus’ s jugoistoka, a srednjovjekovni grad Perejaslav u blizini Kijeva predstavljao je glavno obrambeno središte jugoistočnih granica ogromne države. 
U zadnjim je godinama svog života živio u relativnom miru sa susjedima: poljskim Boleslavom Hrabrim, ugarskim Stjepanom I. te s Andrihom Čehom (osobom upitna postojanja, a spominje ga se u Povijest minulih godina).
Sveti Boris i Gleb mlađa su djeca kneza Vladimira I.

## Vanjske poveznice
- Vladimir I. Svjatoslavič Hrvatska enciklopedija

| Prethodnik Jaropolk I. (972. – 980.) | Kijevski knez | Nasljednik Svjatopolk I. (1015. – 1016.) |